# Massimo Oddo
Massimo Oddo (Città Sant'Angelo, 14 de junho de 1976) é um técnico e ex-futebolista italiano que atuava como lateral-direito. Atualmente comanda o Padova.
Pela Seleção Italiana, foi campeão da Copa do Mundo de 2006.

## Carreira

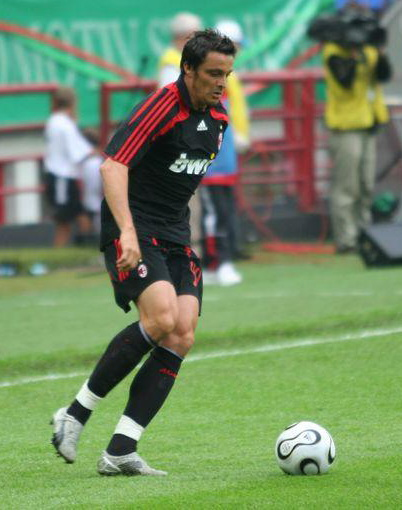
Oddo em ação pelo Milan

Ele começou sua carreira no Renato Curi Angolana de CND, e transferiu-se para os juniores do Milan em 1993. Depois de passar dois anos no banco, na esperança de mais oportunidades de jogar transferiu-se por empréstimo para a Fiorenzuola, equipe que disputava a Serie C. Depois jogou ainda por mais três outros times da Serie C (Monza, Prato, Lecco). Ele voltou a promover, Serie B equipe Monza em 1998, e deixou um ano depois para o Napoli (em co-propriedade negócio). Ele fez sua estréia na Serie A pelo Milan, finalmente, o vendeu para Hellas Verona em 2000. Depois de duas temporadas de sucesso com Verona, foi contratado pela Lazio.
Na Lazio ele teve a oportunidade de jogar na UEFA Champions League na temporada 2003-04 e a Copa da UEFA nas temporadas 2002-03 e 2004-05. A equipe chegou até as semifinais em 2003. Além disso, em sua terceira temporada com a Lazio ganhou o italiano Copa do título vencedor. Ele se tornou o capitão da Lazio para o primeiro semestre da temporada 2006-2007, após a saída de Fabio Liverani para a Fiorentina.
No dia 23 de janeiro de 2007, foi anunciado que o Milan e Lazio chegaram a um acordo para a transferência de Oddo para o Milan, depois de um longo período de negociação. O preço total foi de € 10.750.000 (em dinheiro e Pasquale Foggia, que havia sido emprestado ao clube desde o início da temporada) e Oddo dispensado algum do seu salário, feito o acordo no valor de € 12 milhões no total, Ele assinou um contrato até 30 de junho de 2011. Meses depois, Oddo foi o direito de partida de volta no 2007 da UEFA Champions League Final e ajudou Milan ganhar a Copa do sétimo Europeu com uma vitória por 2-1 sobre o Liverpool, bem como o clube a quinta Supercopa da UEFA em agosto, quando eles tiveram que enfrentar o Sevilla, campeão da Copa da UEFA de 2006–07.

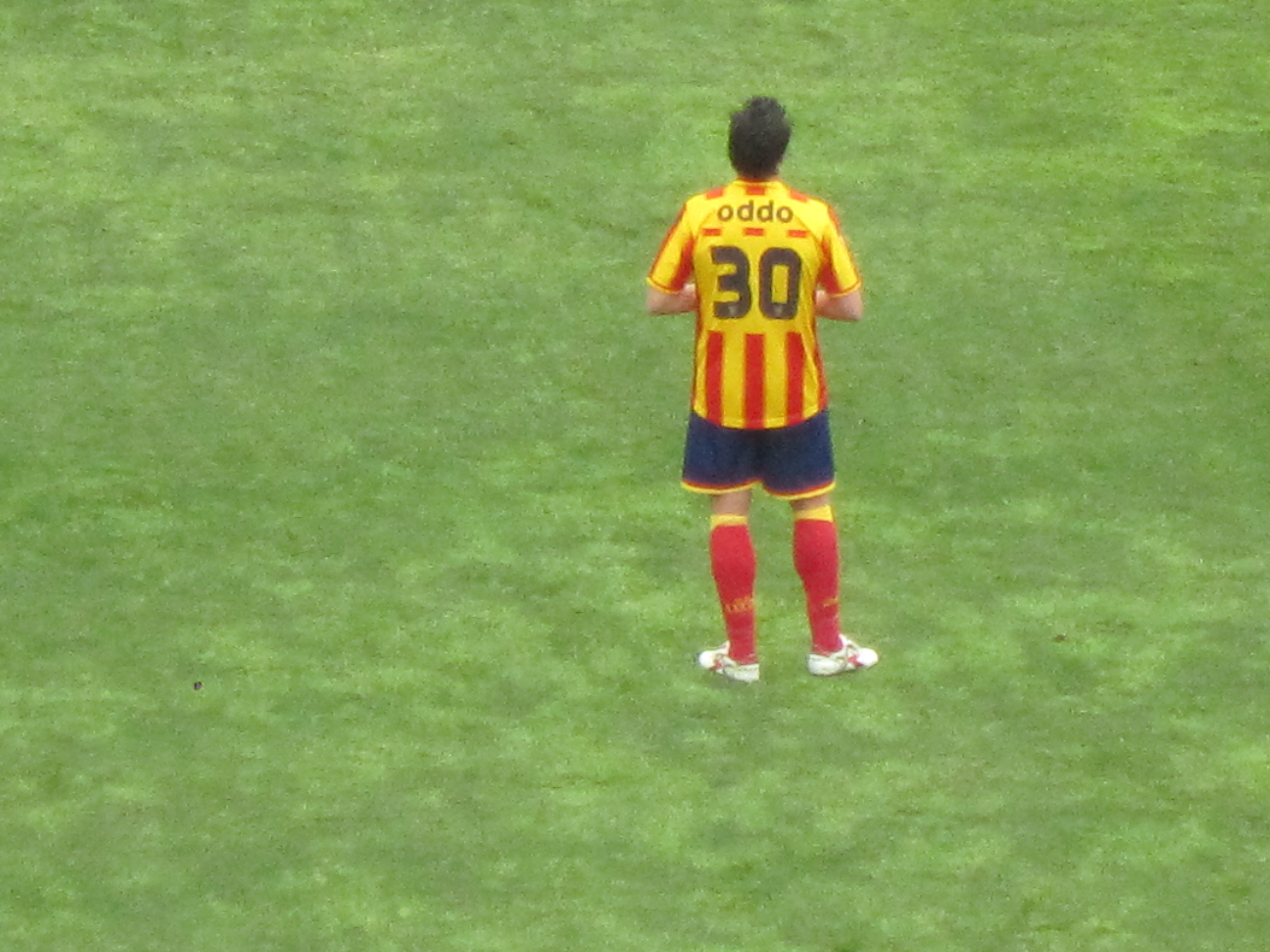
Oddo atuando pelo Lecce, em abril de 2012

Desde a chegada de Gianluca Zambrotta, Oddo teve que competir com Zambrotta na posição traseira direita, No dia 28 de agosto de 2008, Oddo transferiu-se para o Bayern de Munique em um empréstimo de um ano com a opção de compra, no entanto, no final da temporada 2008/2009, o clube alemão confirmou que não exerceria essa opção, e ele retornou ao Milan. Zambrotta estava atuando como lateral-esquerdo e Oddo competiu com Ignazio Abate para a vaga de titular na lateral-direita.
No dia 21 de julho de 2010 renovou seu contrato por mais um ano, estendendo assim o vínculo até 30 de junho de 2012. Um dia depois, Zambrotta também assinou um novo contrato.
Depois de ter permanecido no banco de reservas, na maior parte fora do time de Milão durante a temporada 2010-11, ele fez sua estreia na temporada contra o Napoli, após uma lesão do lateral-esquerdo Luca Antonini. Oddo entrou e distribuiu duas assistências, uma para Robinho e outra para Zlatan Ibrahimović.
No dia 31 de agosto de 2011, Oddo foi emprestado ao Lecce por uma temporada.
Após a temporada 2011-12, Oddo colocou um fim à sua carreira, dizendo:
| “ | Eu vou deixar o futebol. Quando você atinge uma certa idade, você enfrenta uma encruzilhada. | ” |

## Seleção Italiana
Oddo fez sua estreia pela Seleção Italiana em 2002, como parte de uma renovação após o fracasso da Azzurra na Copa do Mundo de 2002.
Foi uma partida em sete Euro 2004 jogos de qualificação. Durante a competição principal em Portugal, ele jogou como um substituto em um jogo contra a Bulgária (22 de Junho de 2004), e forneceu uma assistência, o que ajudou a Itália a vencer a partida. Posteriormente, Oddo foi um membro da equipe vencedora da Itália durante a Copa do Mundo de 2006, campeonato em que foi reserva de Gianluca Zambrotta.
No dia de outubro de 2006, em um jogo de qualificação para a Euro 2008, Oddo marcou seu primeiro gol pela Seleção Italiana de pênalti, contra a Ucrânia.

## Títulos
Lazio
- Coppa Italia: 2003-04

Milan
- Campeonato Italiano de Futebol: 2010-11
- Liga dos Campeões da UEFA: 2006-07
- Supercopa Europeia: 2007
- Copa do Mundo de Clubes da FIFA: 2007

Itália
- Copa do Mundo FIFA: 2006

## Vida pessoal
Oddo do pai, Francesco é um ex-futebolista. Após deixar a escola, ele frequentou uma universidade para estudar Direito, mas deixou sem se formar. Oddo voltou para a universidade em 2007, mas ele realizou um curso de gestão esportiva.
Oddo é casado com Claudia Crivelli e o casal tem dois filhos, Davide (nascido em 30 de novembro de 2003) e Francesco (nascido em 27 de dezembro de 2008). Ele é um barbeiro profissional e cortou o cabelo dos companheiros de Seleção durante a Copa do Mundo de 2006, o que lhe rendeu o apelido de Barbeiro de Berlino.